# Igorrr

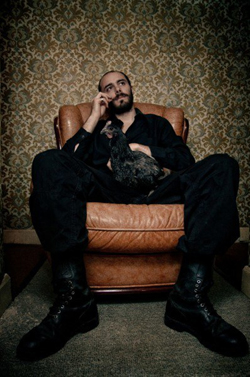
Gautier Serre (2010)

Igorrr ist ein Projekt des französischen Musikers Gautier Serre (* 5. Juni 1984), in dem Metal, Breakcore und Barockmusik verbunden werden.

## Geschichte
Bereits 2006 und 2008 erschienen unter dem Namen Igorrr Demo-Alben von Serre. 2010 wurde sein Debütalbum Nostril beim Berliner Label Ad Noiseam herausgegeben. Im selben Jahr erschien bei Aentitainment die EP Baroquecore. 2012 folgte dann Hallelujah. 2017 erschien bei Metal Blade Records Savage Sinusoid. Auf diesem Album ist Igorrr erstmals eine Band, nicht mehr ein Solo-Projekt. Neben Serre besteht die Band aus den Sängern Laurent Lunoir und Laure Le Prunenec sowie dem Schlagzeuger Sylvain Bouvier. Das Album beinhaltet zahlreiche Gastauftritte, u. a. von Travis Ryan (Cattle Decapitation), Adam Stacey (Secret Chiefs 3) und Teloch (Mayhem).
2018 begleitete Igorrr Ministry auf einer US-Tour. Das Projekt trat auf zahlreichen Festivals auf, darunter Heavy Montréal, Dour Festival, Roadburn Festival, Montreux Jazz Festival, Metaldays, Download-Festival, Brutal Assault, Hellfest.
Neben Igorrr ist Serre Mitglied der Bands Whourkr und Corpo-Mente.

## Stil
Die Musik von Igorrr verknüpft Elemente zahlreicher Musikstile, darunter Breakcore, Black und Death Metal, Barock- und Volksmusik. Zum Einsatz kommen sowohl für Metal typische Instrumente wie Schlagzeug, E-Bass, E-Gitarre, als auch Klavier, Drum Machine, Klassische Gitarre, Akkordeon, Mandoline, Cembalo, Sitar, Saxophon, Blockflöte und Streichinstrumente. Zudem verwendet Serre Alltagsgegenstände als Instrumente. Auch der Gesang reicht vom Growling bis zu Operngesang.

„Es ist ein buntes Potpourri – aus Barockmusik, Klassik, Black- und Death Metal, Balkan Musik, einigen indischen Einsprengsel und Musetten. Ich würde sagen, es ist mein persönliches Musikideal – es ist weniger ein ‚Genre‘, vielmehr mein persönlicher Geschmack.“

Auf der Homepage des Projekts werden Meshuggah, Frédéric Chopin, Cannibal Corpse, Johann Sebastian Bach, Domenico Scarlatti, Taraf de Haïdouks und Aphex Twin als Inspirationen genannt. Außerdem bezeichnet Serre in einem Interview Mike Patton und insbesondere Mr. Bungle als wichtige Einflüsse.

## Diskografie
- Poisson Soluble (2006, Demo)
- Moisissure (2008, Demo)
- Nostril (2010, Ad Noiseam)

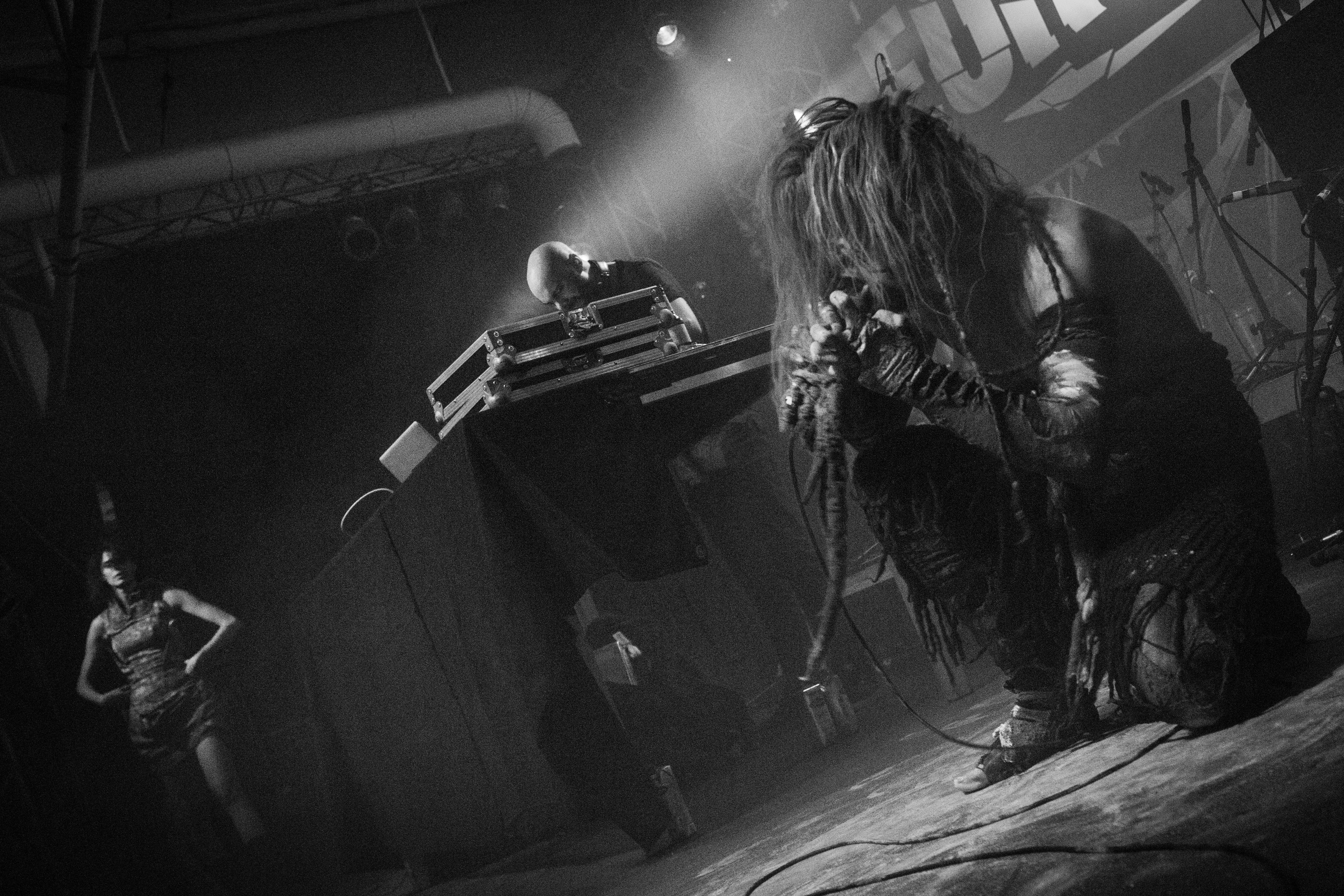
Igorrr auf dem Euroblast-Festival 2015.

- Baroquecore (2010, EP, Aentitainment Records)
- Hallelujah (2012, Ad Noiseam)
- Maigre mit Ruby My Dear (2013, EP, Ad Noiseam)
- Savage Sinusoid (2017, Metal Blade Records)
- Spirituality and Distortion (2020, Metal Blade Records)

## Trivia
Serre ist Synästhetiker.